# IMFI
 (juillet 2024).
IMFI est l'acronyme de « Initiale, Médiale, Finale, Isolée », un système d'écriture dans lequel chaque caractère a quatre formes potentielles différentes :
- initiale – utilisée pour le premier caractère d'un mot
- médiale – utilisée au milieu d’un mot
- finale – utilisée pour le dernier caractère d'un mot
- isolée – utilisée pour les mots d’une seule lettre

Les écritures arabe et syriaque sont des exemples de systèmes d'écriture IMFI.